# WSK M21W2 S2
WSK M21W2 S2 – produkowany w latach 1975-1976 model WSK.
Motocyklowi nadano charakter enduro, poprzez teleskopy przednie zawieszone na  aluminiowych półkach, szeroką kierownicę o charakterze crossowym oraz crossowe błotniki. W  tym modelu zastosowano importowane części: cewka i iskrownik szwedzkiej firmy SEM, lampę tylną oraz prostownik angielskiej firmy Lucas, oraz niemieckie gaźniki firmy Bing. Malowanie i crossowe opony Continental dopełniały całości. Motocykl wyprodukowano w liczbie 2962 egzemplarzy, z czego około połowa trafiła na rynek zagraniczny w rozliczeniu za importowane części.

## Dane techniczne
- Typ motocykla: WSK 175 M21W2S2
- Masa w stanie suchym w kg: 111
- Prędkość maksymalna: 100 km/h
- Zużycie paliwa przy prędkości 80 km/h: 3,5-4 l/100 km

- Wymiary 
  - Długość: 2000 mm
  - Rozstaw osi: 1320 mm
  - Szerokość: 860 mm
  - Wysokość: 1080 mm
- Podwozie 
  - Rama: Pojedyncza zamknięta spawana z rur
  - Zawieszenie koła przedniego: Widelec teleskopowy ze sprężynami śrubowymi i tłumieniem olejowym. Skok zawieszenia przedniego: 150 mm
  - Zawieszenie koła tylnego: Wahacz wleczony z elementami resorującymi
  - Średnica bębnów hamulcowy szczękowych w mm: 135
  - Ogumienie koła przedniego 1,85Bx19" lub 3,00x19" terenowe
  - Ogumienie koła tylnego 3,25x18" terenowe
  - Ciśnienie w ogumieniu przód/tył w kg/cm3: 1,3/1,8
- Silnik 
  - Typ: 059-1 (W2BExS lub W2BxExS zależnie od książki)
  - Rodzaj: Gaźnikowy, dwusuwowy z przepłukiwaniem zwrotnym
  - Liczba i układ cylindra: jednocylindrowy, stojący, odchylony do przodu 15°
  - Pojemność skokowa w cm3: 173,4
  - Średnica cylindra w mm: 61
  - Skok tłoka w mm: 59,5
  - Stopień sprężania: 9
  - Ciśnienie sprężania: 735 kPa (7,5 kG/cm3)
  - Moc maksymalna w KM (kW): 14 (10,3)
  - Prędkość obrotowa maksymalna dla mocy: 6300 obr./min
  - Moment obrotowy w Nm: 16,31 (1,7 kGm) przy 5700 obr./min
  - Rodzaj rozrządu: symetryczny, krawędziami tłoka
  - Kąt otwarcia okna kanału ssącego: 158° obrotu wału korbowego
  - Kąt otwarcia okna kanału dolotowego: 120° obrotu wału korbowego
  - Kąt otwarcia okna kanału wylotowego: 166° obrotu wału korbowego
  - Paliwo: benzyna LO 94
  - Smarowanie silnika: Mieszanka ze stosunkiem oleju do paliwa 1:30
  - Gaźnik: Bing 1/26/125/II
  - Zapłon: Iskrownikowy
  - Optymalne wyprzedzenie zapłonu przed ZZ w mm: 3,5-3,9
  - Przerwa na przerywaczu przy maks. rozwarciu w mm: 0,3-0,4
  - Zalecana świeca zapłonowa w skali Bosch lub KLG: 250-260 lub F100
  - Odstęp elektor świecy w mm: 0,5-0,6
  - Filtr powietrza: Siatkowy, zwilżany olejem z benzyna (1:1)
  - Sprzęgło: Mokre z wkładkami korkowymi 4 tarczowe
  - Skrzynka biegów: 4 biegowa
  - Zespół przeniesienia napędu: zblokowane z silnikiem
  - Przełożenia na poszczególnych biegach: 1-2,93 2-1,79 3-1,35 4-1,0
  - Przełożenia na poszczególnych biegach w silnikach od nr 123280: 1-3,24 2-2,18 3-1,49 4-1,0
  - Smarowanie zespołów przeniesienia napędu: olejem, rozbryzgowo
  - Ilość oleju smarowania zespołów przeniesienia napędu: 0,7 l
  - Wyprowadzenie napędu: Kołem zębatym łańcuchowym o podziałce 12,7 mm (1/2") 15 zębów i szer. 7 mm
  - Koło zębate duże: M21W2S2 45 zębów
  - Łańcuch: M21W2S2 122 ogniwa, dl. 1549,4 mm
- Instalacja elektryczna 
  - Źródło energii elek.: Iskrownik-prądnica SEM K1/80 produkcji szwedzkiej
  - Akumulator kwasowy 6V: 3MA3 8 Ah, gęstość elekt. 1,28 g/cm3
  - Prostownik firmy Lucas
  - Lampa przednia: żarówka światła głównego 12V-35/35W, żarówka światła postojowego 6V-4W, żarówka oświetlająca szybkościomierz 6V-2W
  - Lampa tylna: żarówka światła postojowego 6V-5W, żarówka światła stop 6V-15W lub 6V-21W
  - Sygnał dźwiękowy: SES 6V
  - Stacyjka: 5 położeniowa typu 70-16, pozycja 1 kluczyka zapewnia prąd ładowania 2 A, pozycja 2 kluczyka zapewnia prąd ładowania 3,5 A
- Pojemności
  - Zbiornik paliwa l (dm3): 8,5
  - Teleskopy cm3: 90
  - Skrzynka biegów l (dm3): 0,7

Źródło: książka o motocyklach WSK H. Załęskiego.